# Vinohrady

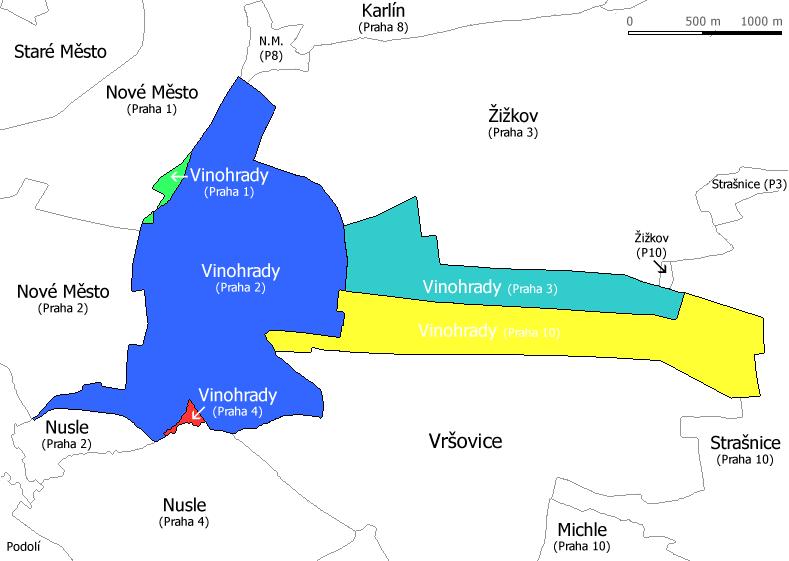
Aufteilung Vinohradys auf die einzelnen Prager Stadtbezirke seit dem Jahr 1960

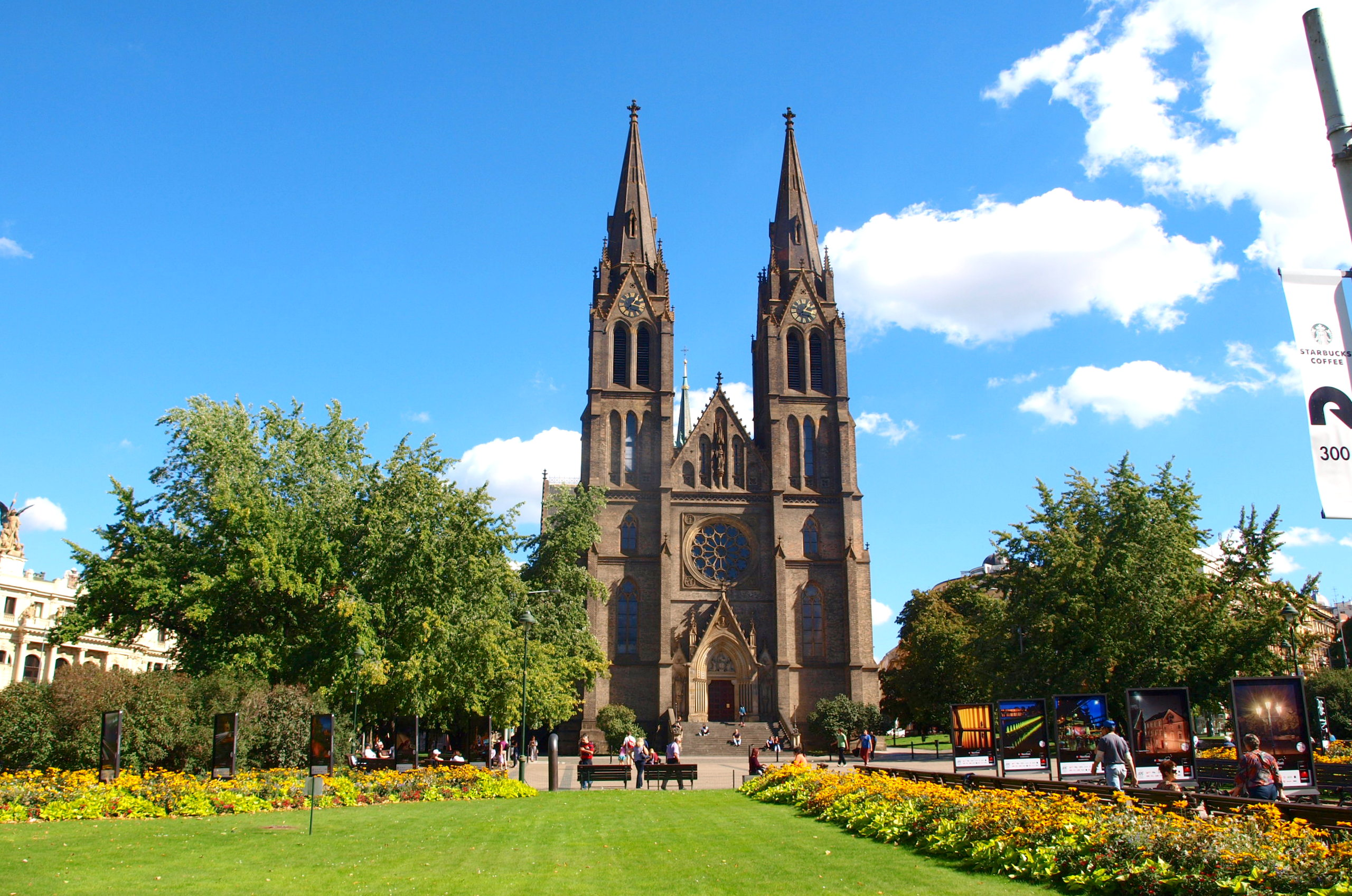
Der Friedensplatz

Vinohrady (bis 1960 Královské Vinohrady, deutsch Königliche Weinberge) ist ein Stadtteil in der tschechischen Hauptstadt Prag, östlich der Neustadt gelegen. Vinohrady besteht zu einem großen Teil aus Gründerzeitvierteln.
1922 wurde die Stadt Královské Vinohrady nach Prag eingemeindet. Bei der Gebietsreform des Jahres 1960 wurde der Stadtteil insgesamt fünf Stadtbezirken zugeteilt: Der größte Teil wurde Prag 2 zugeschlagen. Der langgestreckte östliche Zipfel wurde der Länge nach zwischen Prag 3 und Prag 10 aufgeteilt. Zwei kleinere Flächen fielen an Prag 1 bzw. Prag 4.

## Geschichte
Der Name Vinohrady leitet sich von mittelalterlichen Weinbergen ab, die sich an den nach Südwesten gelegenen Hängen hinter den Toren der Stadt, über dem Rossmarkt (Koňský trh), im Jahre 1848 umbenannt in Wenzelsplatz, befanden.
Das Dorf Weinberge/Hory Viničné entstand 1788. 1849 wurde das Dorf selbständig, 1867 erhielt die Gemeinde den neuen Namen Königliche Weinberge/Královská Vinohradská obec. Ab 1868 gehörte Königliche Weinberge zum Bezirk Karolinenthal. 1875 wurde Königliche Weinberge in zwei Gemeinden geteilt; der nordöstliche Teil erhielt den Namen Vinohrady I und wurde zwei Jahre später in Žižkov umbenannt, der südwestliche Teil wurde zur Gemeinde Vinohrady II, die seit 1877 den Namen Königliche Weinberge/Královské Vinohrady führte. 1878 wurde der Gerichtsbezirk Königliche Weinberge gebildet. Die österreichische Monarchie wollte die Zentralisierung der Stadt Prag verhindern und erhob 1879 Královské Vinohrady zu einer Königsstadt. 1884 wurde der Bezirk Königliche Weinberge gebildet.
Seit Mitte des 19. Jahrhunderts wurden im Stadtteil in Richtung heutiges Nationalmuseum verstärkt Häuser für die obere Mittelschicht gebaut. Nach den 1920er Jahren erfolgte die Urbanisierung in Richtung Ohrada und Malešice. Von 1892 bis 1894 stand in Vinohrady das Karussell von Vinohrady, das später in den Letná-Park umzog. 1897 wurde Vinohrady an das Verkehrsnetz der elektrischen Straßenbahnen, 1978 und 1980 an das der Metro angeschlossen.
Die Stadt zählte 1913 84.000 Einwohner. Beim Zensus von 1921 lebten in den 1750 Häusern von Královské Vinohrady 83.367 Personen, darunter 74.180 Tschechen, 5567 Deutsche und 1011 Juden. Hinter Prag und Brünn war Královské Vinohrady im Jahre 1922 mit 90.000 Einwohnern die drittgrößte Stadt auf dem Gebiet der heutigen Tschechischen Republik. Im gleichen Jahr wurde sie mit anderen Dörfern und Städten der Umgebung in die Hauptstadt eingemeindet. Heute gehört dieser Stadtteil aufgrund der sehr hohen Mieten zu den Luxuswohngegenden Prags. Zentrum des Stadtteils sind der Platz des Friedens (Náměstí Míru), die Straße Vinohradská třída sowie der Park Riegrovy sady. 1991 hatte der Stadtteil 65.752 Einwohner. Im Jahr 2001 bestand Vinohrady aus 2317 Wohnhäusern, in denen 54.516 Menschen lebten. Der Anteil der hier lebenden, nicht zuletzt westlichen Ausländer ist inzwischen relativ hoch.

## Verkehrsanbindung
Bereits 1897 wurde in Vinohrady eine Straßenbahnlinie gebaut, die das Nationalmuseum mit Flora verband.
Heute ist Vinohrady durch die U-Bahn-Linien A und C sowie die Straßenbahnlinien 4, 6, 10, 11, 16, 22 und 23 mit dem Stadtzentrum und den anderen Stadtteilen verbunden.
Der Busverkehr spielt abgesehen von der Linie 135 im öffentlichen Personennahverkehr dieses Stadtteils eine nur untergeordnete Rolle.

## Bedeutende Bauten

### Theater

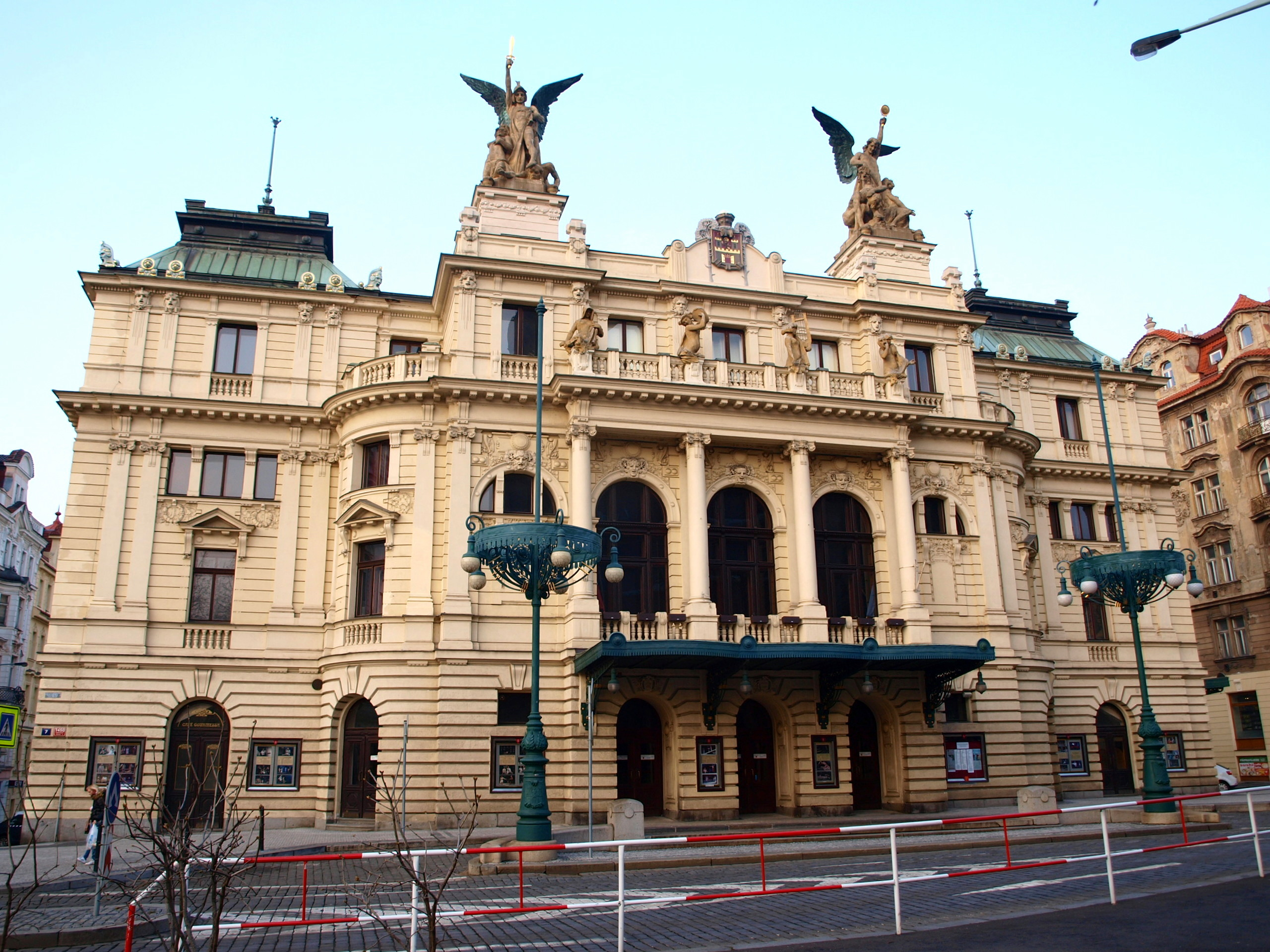
Divadlo na Vinohradech

- Státní opera Praha (Staatsoper Prag), zuvor Smetanovo divadlo (1886–1887)
- Divadlo na Vinohradech (1905–1909)

### Öffentliche Gebäude

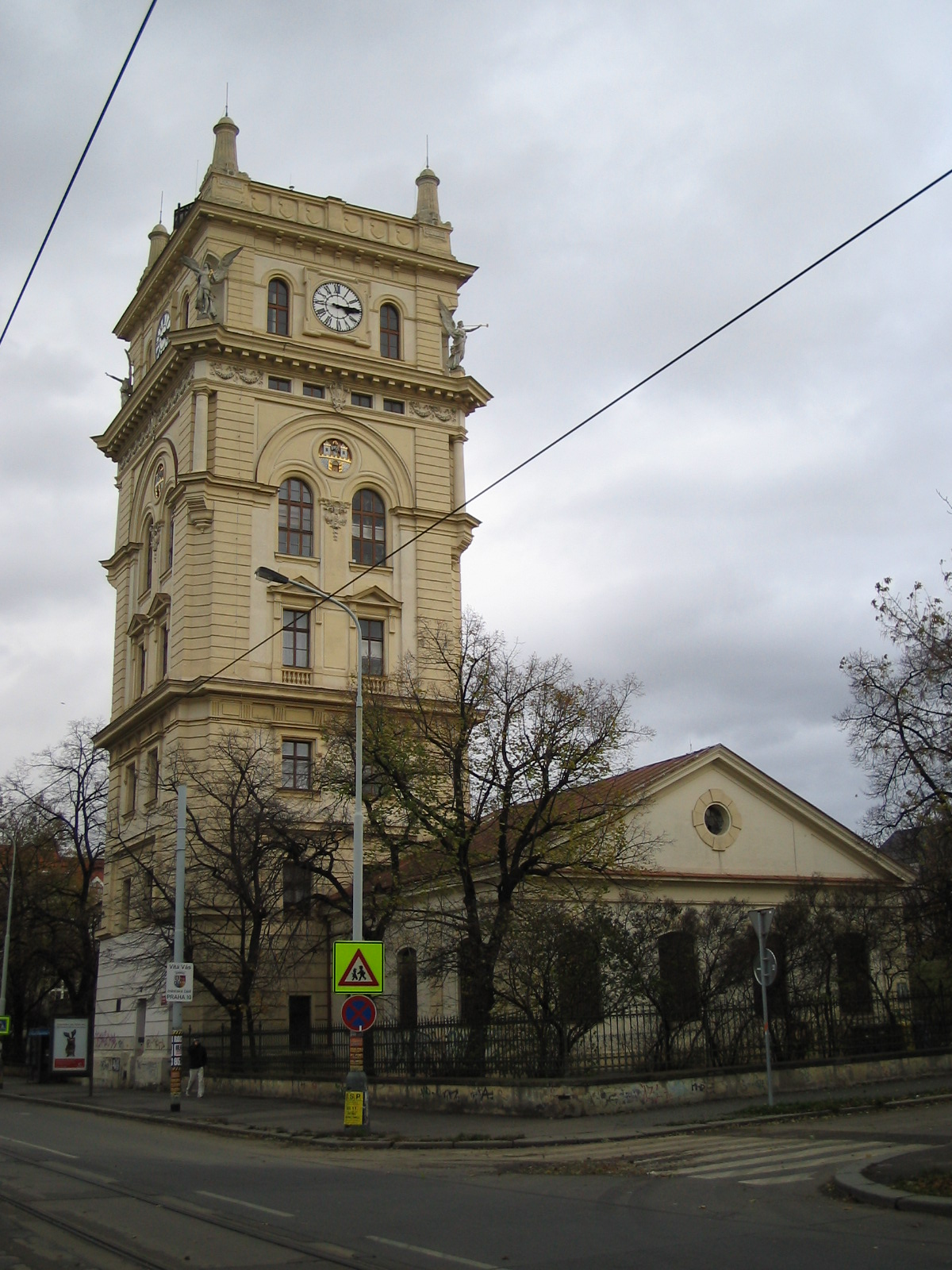
Wasserturm

- Gebäude des Tschechischen Rundfunks (1929–1931)
- Hauptbahnhof (1901–1909, Kaisers Franz Josefs-Bahnhof, Wilson-Bahnhof)
- Volkshaus (Národní dům) (1893–1894)
- Markthalle (Vinohradská tržnice) (1902)
- Wasserturm (Vinohradská vodárenská věž) (1891)

### Friedhöfe und Krematorien
- Vinohrady-Friedhof (1885) mit den Gräbern der Staatspräsidenten Hácha und Havel
- Krematorium Strašnice (1929–1932) auf dem Gelände des Vinohrady-Friedhofs

### Kapellen und Kirchen
- Kapelle der Heiligen Familie (Kaple Sv. Rodiny) (1755)
- Hus-Kollegium (Husův sbor) (1932–1935)
- Kirche der Heiligen Ludmila (Kostel Sv. Ludmily) (1888–1893)
- Kirche des heiligsten Herzens des Herrn (Kostel nejsvětějšího srdce Páně) (1928–1932)

### Parks und Gärten

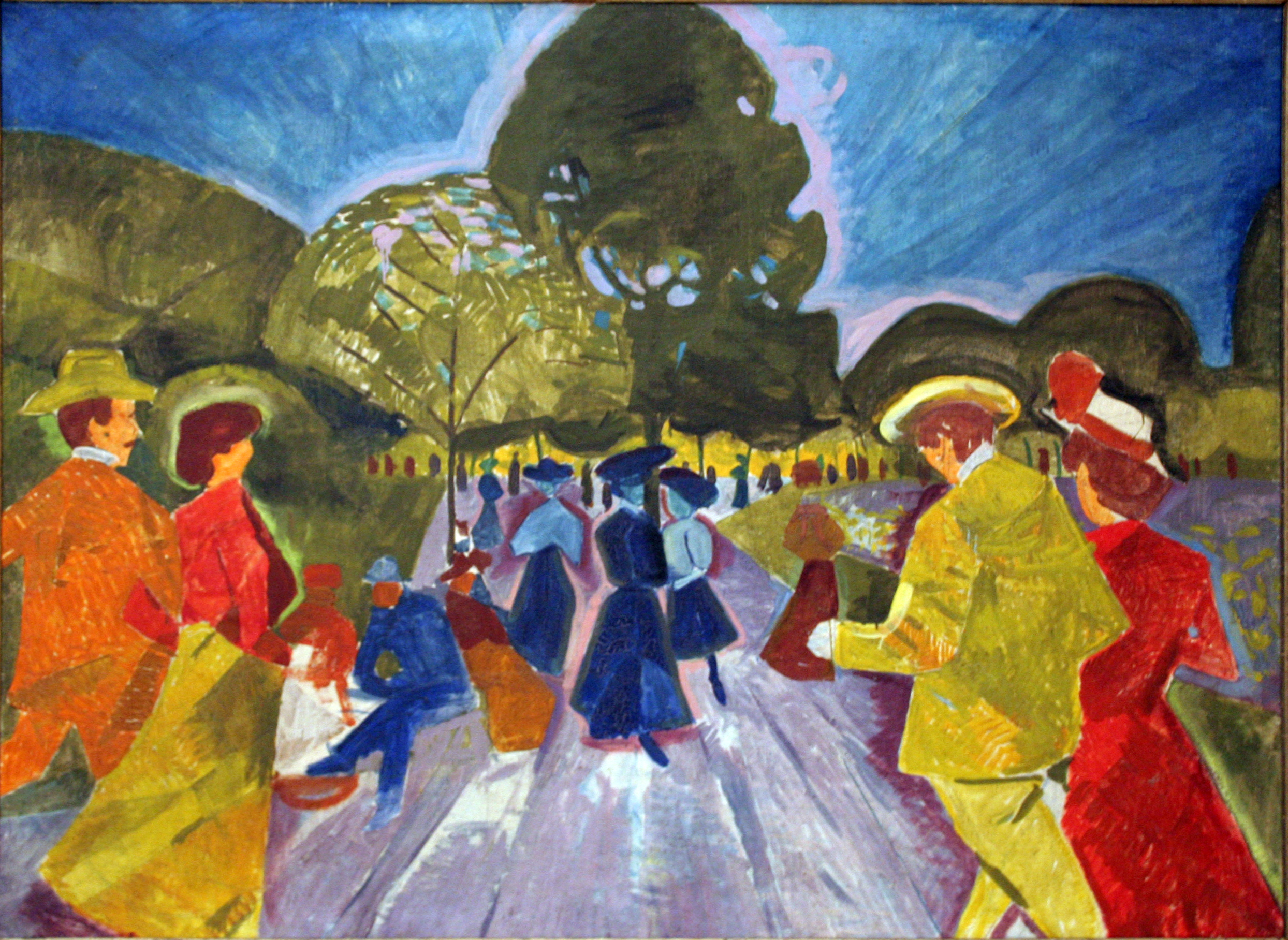
Bohumil Kubišta: Riegrovy sady (1908)

- Riegrovy sady (1904–1908), benannt nach František Ladislav Rieger
- Havlíčkovy sady
- Bezručovy sady, benannt nach Petr Bezruč
- Sady Svatopluka Čecha, benannt nach Svatopluk Čech

### Privathäuser, Villen

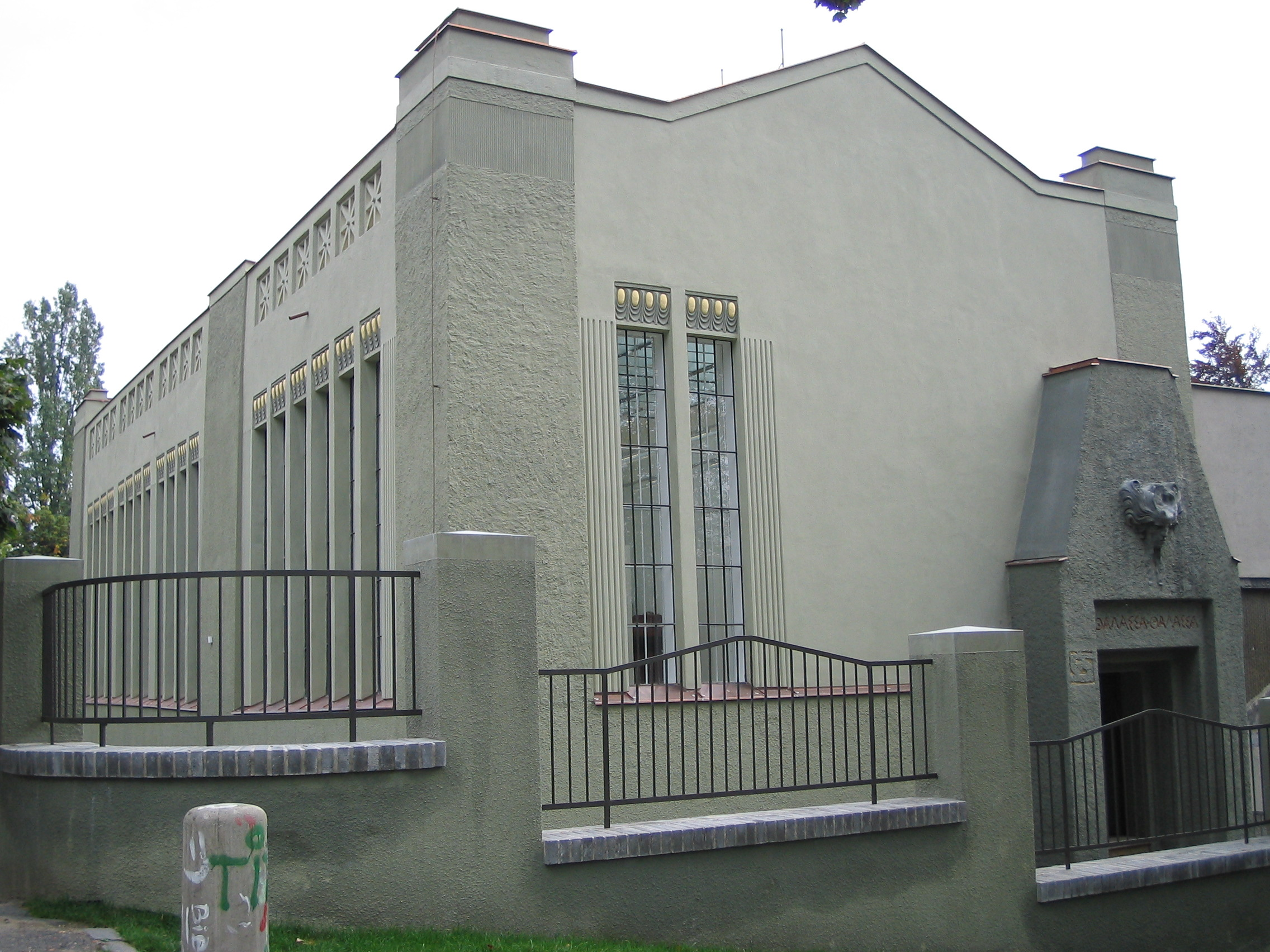
Villa Šaloun

- Doppelhaus der Brüder Čapek (Dvojdům bratří Čapků) (1928–1929)
- Villa Gröbe (Gröbova vila) (1871–1874)
- Kotěrova vila (1908–1909)
- Laichterův dům (1908–1909)
- Schnirchův dům (1875)
- Šalounova vila (1908–1909): Wohnhaus und Atelier des Bildhauers Ladislav Šaloun, der das Hus-Denkmal auf dem Altstädter Ring schuf.

## Persönlichkeiten
- Karl von Eisenstein (1889–1945), sudetendeutscher Schriftsteller
- Robert Burg (1890–1946), Opernsänger
- Adolf Borstendörfer (1893–1957), österreichischer Schriftsteller
- Theodor Pištěk (1895–1960), Theater- und Filmschauspieler
- Milada Horáková (1901–1950), tschechoslowakische Widerstandskämpferin
- Maxim Biller (* 1960), Schriftsteller und Kolumnist